# Riccardo Cassin
Riccardo Cassin (San Vito al Tagliamento, 2 gennaio 1909 – Pian dei Resinelli, 6 agosto 2009) è stato un alpinista e partigiano italiano.

## Biografia

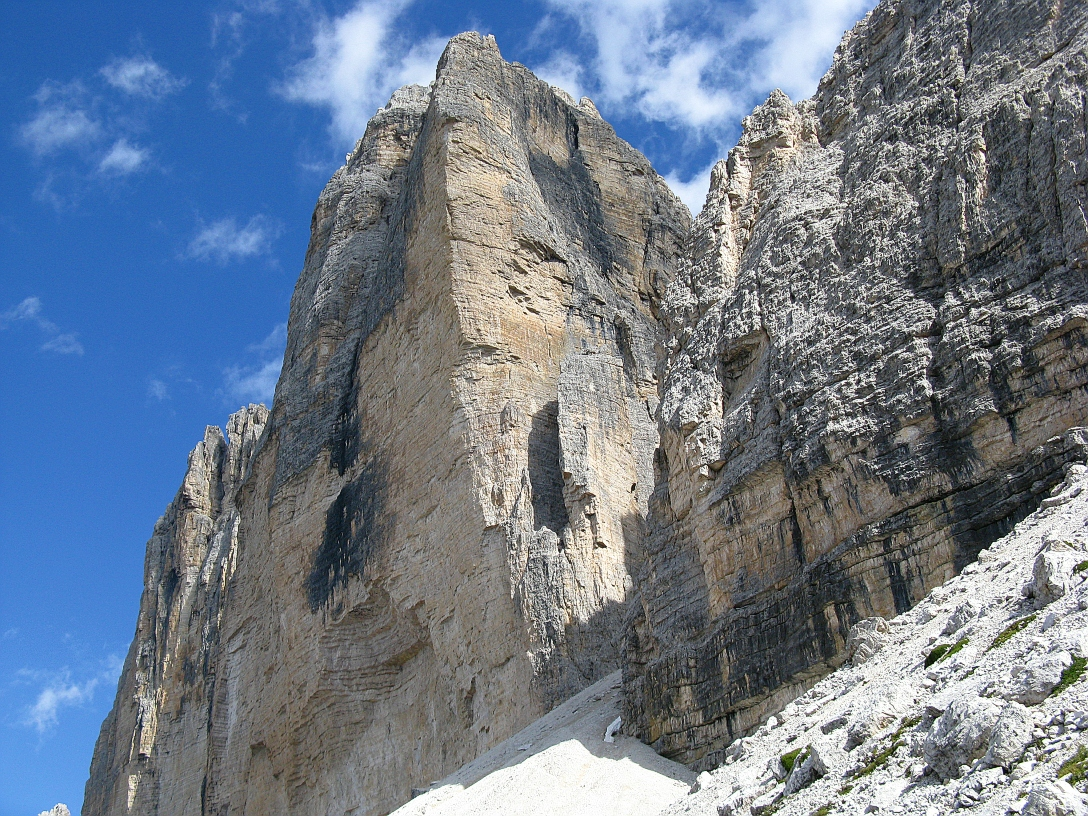
La parete nord della Cima Ovest di Lavaredo: la via aperta da Cassin nel 1935 parte dallo spigolo in primo piano e poi si porta al centro della parete (roccia nera).

Riccardo Cassin nasce in una famiglia umile: il padre Valentino, costretto ad emigrare in Canada, si stabilisce a Nicomen, nei pressi di Mission, dove trova la morte a soli 29 anni in un incidente di lavoro in una cava, nel novembre 1913. Rimasto orfano e senza il fondamentale sostegno finanziario del padre, Cassin trascorre la sua infanzia con la madre vedova e la sorella minore nella casa del nonno materno a Savorgnano, nei pressi del fiume Tagliamento, proprio nei luoghi dove imperversa la prima guerra mondiale.
Nel 1926 si trasferisce a Lecco per motivi di lavoro e comincia a dedicarsi a diverse attività sportive. Inizialmente le attività alpinistiche sulle guglie delle Grigne in estate e sugli sci in inverno sono alternate agli incontri di pugilato, ma in seguito abbandona quest'ultimo sport.

### Anni '30: l'epoca del sesto grado
Fu certamente una delle figure più importanti dell'alpinismo dell'epoca del sesto grado, prima della seconda guerra mondiale. Probabilmente la lista delle sue prime ascensioni non ha eguali, avendo risolto, grazie alla sua tenacia e decisione, i maggiori problemi alpinistici dell'epoca, sia sulle Dolomiti che sulle Alpi Occidentali.
Il 1934 e il 1935 sono gli anni del grande alpinismo dolomitico di Cassin. Nel 1934 compie la prima ascensione della Piccolissima delle Cime di Lavaredo. Nel 1935, dopo aver ripetuto la grande via di Emilio Comici sulla parete nord-ovest della Civetta, scala il fantastico spigolo sud-est della torre Trieste e, con Vittorio Ratti, apre una via di estremo ardimento sulla parete nord della Cima Ovest di Lavaredo, impresa ambitissima dopo che nel 1933 gli ampezzani Angelo e Giuseppe Dimai e il triestino Emilio Comici avevano salito la Nord della Grande.
Nel 1937 Cassin sposta la sua attenzione al granito delle Alpi Centrali. In tre giorni, funestati dal maltempo, compie la prima salita dell'enorme parete nord-est del Pizzo Badile assieme a Ratti ed Esposito ed alla cordata dei comaschi Molteni e Valsecchi, che moriranno di sfinimento lungo la discesa. Anche questa via oggi è famosissima e frequentemente percorsa. Per tale impresa il C.O.N.I. assegnò a Cassin nel 1938 la medaglia d'oro al valore atletico.
Probabilmente la sua impresa più importante, e pietra miliare dell'alpinismo, avviene tra il 4 e il 6 agosto 1938 sul massiccio del Monte Bianco. Con Ugo Tizzoni ed Gino Esposito, compie la prima salita dello sperone Walker della parete nord delle Grandes Jorasses. La salita di Cassin è ulteriormente sensazionale perché si trattava della prima volta che l'alpinista si recava sul Monte Bianco e non aveva mai visto la parete se non su una cartolina che gli era stata inviata dall'amico giornalista Vittorio Varale. Giunto al rifugio Torino si fece indicare la posizione delle Grandes Jorasses dal gestore.
Per Cassin, prima della guerra, vi sarà ancora il tempo per aprire un altro importante itinerario nell'area del Monte Bianco, nel 1939, sulla parete settentrionale dell'Aiguille de Leschaux.

### La Resistenza
Riccardo Cassin partecipa alla Resistenza come partigiano combattente. Il 26 aprile 1945 partecipa al combattimento contro un nutrito distaccamento delle Brigate Nere che tentavano di raggiungere la colonna Mussolini nell'Alto Lario. Nei primi scontri cadono i suoi amici Alfonso Crotta, poi Vittorio Ratti, suo compagno di cordata con cui aveva aperto le vie alla Nord della cima Ovest della Lavaredo e sulla Nord Est del Badile. Il mattino del 27 aprile, mentre dalla massicciata della ferrovia spara con un bazooka contro un gruppo di repubblichini asserragliati in un caseggiato, viene ferito.

### Dopoguerra: organizzatore e capo-spedizione

Cassin sul traverso chiave della sua via sulla parete nord della Cima Ovest di Lavaredo.

Il dopoguerra vede Cassin impegnato soprattutto come organizzatore e capo-spedizione.
Inspiegabile la sua esclusione dalla spedizione nazionale al K2 capitanata da Ardito Desio.
Cassin l'anno precedente aveva condotto con Desio la ricognizione sul posto, ma fu lasciato a casa in seguito al risultato di discussi esami medici. Desio, oltre a Cassin, lascia a casa anche altri importanti alpinisti dell'epoca tra cui Cesare Maestri, Gigi Panei e Toni Gobbi. 
Cassin nel 1958 guida invece la spedizione che porta sulla vetta del Gasherbrum IV Walter Bonatti e Carlo Mauri.
Nel 1961 capeggia una spedizione al monte McKinley che porta all'apertura dell'immensa parete sud della montagna e all'arrivo in vetta di tutti i membri della spedizione. 
Nel 1975 guida la spedizione alla parete sud del Lhotse, a cui partecipa anche Reinhold Messner e che viene respinta dal maltempo.
Nel 1987, a 78 anni di età, Cassin ripeté la salita al Pizzo Badile di mezzo secolo prima, impresa che lo aveva consacrato tra i più forti alpinisti del Novecento.

### Attrezzature da montagna
Nei primi anni del dopoguerra, a partire dal 1947, cominciò a produrre i primi chiodi da roccia, seguiti negli anni successivi da martelli da alpinismo, dalle piccozze, nel 1950 compaiono i moschettoni e le prime giacche imbottite di piumino d'oca per le spedizioni alpinistiche extraeuropee. Verso la fine degli anni '50 è la volta del primo prototipo di cintura di arrampicata. Per la produzione si affida a quella che allora era una piccola azienda, la CAMP. Sono datati 1970 i ramponi in titanio e nel 1986 una piccozza con manico in carbonio. Infine nel 1997 il marchio viene acquistato dalla CAMP.

### Autore
È autore di diverse pubblicazioni, tra libri e guide, nonché di molti articoli relativi alle sue attività alpinistiche. Due testi autobiografici sono:
- Dove la parete strapiomba (1958)
- Capocordata, la mia vita di alpinista (2001).

### Celebrazioni del centenario e morte
Nel 2009, in occasione del suo centesimo compleanno, la Città di Lecco ha dedicato una serie di iniziative in suo onore, con la consegna di una medaglia d'oro di benemerenza, l'organizzazione di una mostra sulla sua vita, l'inaugurazione di un monumento (chiamato dei "cento fili"), eretto davanti al Municipio in piazza Diaz. Queste iniziative sono state accompagnate dalla pubblicazione del volume "Riccardo Cassin. Cento volti di un grande alpinista", una raccolta di cento testimonianze delle persone che l'hanno conosciuto.
È morto il 6 agosto 2009 nella sua casa ai Piani Resinelli, ai piedi delle Grigne. Alla sua memoria il Comune di Lecco intitola, nel giugno del 2022, una piazza cittadina che da allora porta il nome di "piazzale Riccardo Cassin - Alpinista del Novecento".

## Salite sulle Alpi
Nel seguente elenco sono riportate le salite più significative di Riccardo Cassin sulle Alpi.

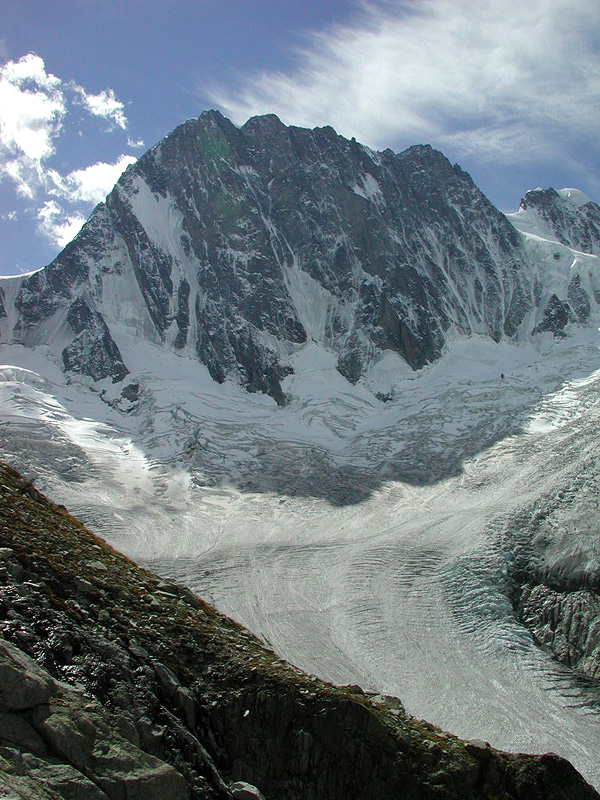
La parete nord delle Grandes Jorasses: Cassin realizzò nel 1938 la prima ascensione della vetta più a sinistra nella foto (Punta Walker).

- Via Mary - Guglia Angelina - 2 luglio 1931 - Prima salita con Mary Varale, 140 m/V+,A0 parete est[17]
- Via Valentino Cassin - Sigaro Dones - 26 luglio 1931 - Prima salita con Giovanni Riva, 60 m/V+,A1 spigolo nord, via dedicata al padre[18]
- Via Cassin-Dell'Oro - Corna di Medale - 12 agosto 1931 - Prima salita con Mario Dell'Oro, 360 m/V+ parete sud-est[19]
- Via Cassin - Grignetta/Torre Palma - 20 settembre 1931 - Prima salita con Riccardo Redaelli, 220 m/V+, parete sud-ovest[20]
- Camino Cassin - Pizzo d'Eghen - 15 agosto 1932 - Prima salita con Pino Comi, 500 m/VI parete ovest
- Via Comici - Torre del Diavolo - 16 agosto 1932 - Prima ripetizione con Antonio Piloni
- Via Comici-Cassin - Zuccone dei Campelli - giugno 1933 - Prima salita con Emilio Comici, Mario Dell'Oro, Mary Varale e Mario Spreafico, 140 m/IV- parete ovest[21]
- Via Cassin - Sasso Cavallo - 31 agosto 1933 - Prima salita con Augusto Corti, 400 m/VI,A2 parete sud[22]
- Via Cassin - Cimone della Bagozza - 8 luglio 1934 - Prima salita con Aldo Frattini e Rodolfo Varallo, 400 m/VI+ spigolo nord
- Via Cassin-Vitali-Pozzi - Cima Piccolissima di Lavaredo - agosto 1934 - Prima salita con Gigi Vitali e Luigi Pozzi, 250 m/VII-,A0 parete sud-est[23]
- Via Comici-Dimai - Cima Grande di Lavaredo - agosto 1934 - Seconda ripetizione con Mario Dell'Oro e Gigi Vitali, sulla parete nord.
- Via Panzeri-Dell'Oro-Giudici - Popena Basso - 15 agosto 1934 - Prima ripetizione con Gigi Vitali e Luigi Pozzi (via aperta il giorno prima)
- Spigolo Giallo - Cima Piccola di Lavaredo - 18 agosto 1934 - Terza ripetizione con Gigi Vitali in 8 ore
- Via Comici-Benedetti - Monte Civetta - agosto 1935 - Seconda ripetizione con Mario Dell'Oro sulla parete nord-ovest
- Via Cassin-Ratti - Gruppo del Civetta/Torre Trieste - 15-17 agosto 1935 - Prima salita con Vittorio Ratti, 600 m/VI+,A1 spigolo sud-est[24]
- Via Cassin-Ratti - Cima Ovest di Lavaredo - 28-30 agosto 1935 - Prima salita con Vittorio Ratti, 550 m/VI+,A1 parete nord[25]
- Via Cassin - Pizzo Badile - 14-16 luglio 1937 - Prima salita con Gino Esposito, Vittorio Ratti, Mario Molteni e Giuseppe Valsecchi, 800 m/TD parete nord-est[26]
- Via Cassin - Grandes Jorasses/Punta Walker - 4-6 agosto 1938 - Prima salita con Ugo Tizzoni e Gino Esposito, 1200 m/ED- parete nord[27]
- Via Federico Galimberti (Via Cassin) - Gruppo della Concarena/Cima Golen - Con Nino Cattaneo, 9 luglio 1939, 800 m/TD, VI - parete nord-ovest.[28][29][30]
- Via Cassin-Tizzoni - Aiguille de Leschaux - 14-15 agosto 1939 - Prima salita con Ugo Tizzoni[31][30]

## Spedizioni extraeuropee

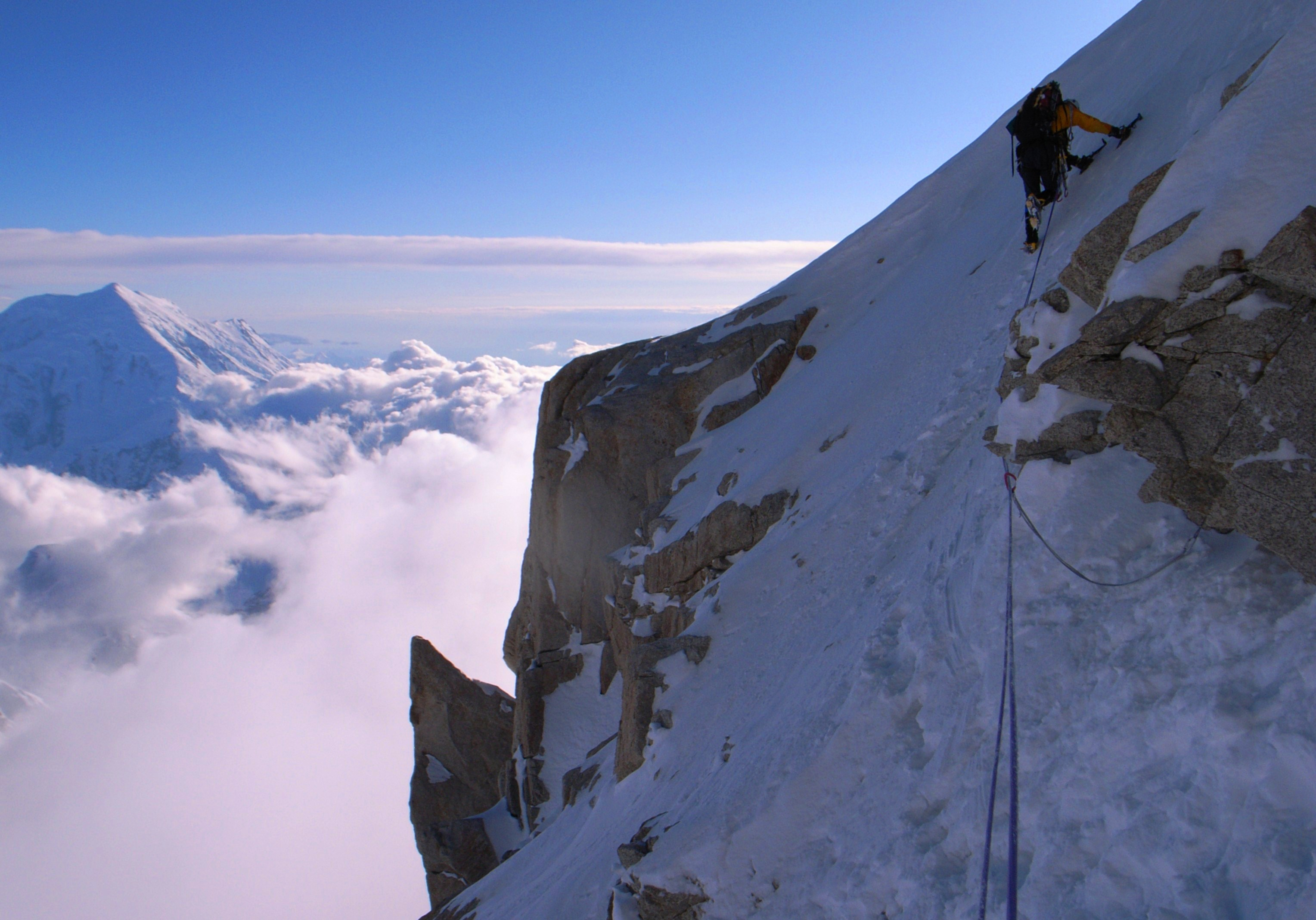
La cresta Cassin sul McKinley.

- 1953, Karakorum: spedizione esplorativa e ricognizione in preparazione della spedizione del 1954 al K2.
- 1958, Karakorum: guida della spedizione italiana al Gasherbrum IV, conclusasi col primo raggiungimento della vetta da parte di Walter Bonatti e Carlo Mauri. Effettuata anche dallo stesso Cassin una ricognizione del Gasherbrum III fino a 7350 m.
- 1961, Catena dell'Alaska: guida della spedizione italiana al Monte McKinley[10], conclusasi con la prima salita della parete sud da parte di tutti i componenti della spedizione (compreso Cassin stesso, allora cinquantaduenne).
- 1975, Himalaya: guida della spedizione italiana al Lhotse, con un tentativo fallito alla parete sud. I componenti della spedizione riescono a raggiungere quota 7100 m ma devono rinunciare a causa di maltempo e valanghe.

## Galleria d'immagini

Cassin sulla parete nord di Pizzo Badile.
Cassin (al centro) con Ugo Tizzoni e Gino Esposito al ritorno dalla Punta Walker.
Cassin sulla parete nord dell'Aiguille de Leschaux nel 1939.
Cassin in Grigna nel dopoguerra.
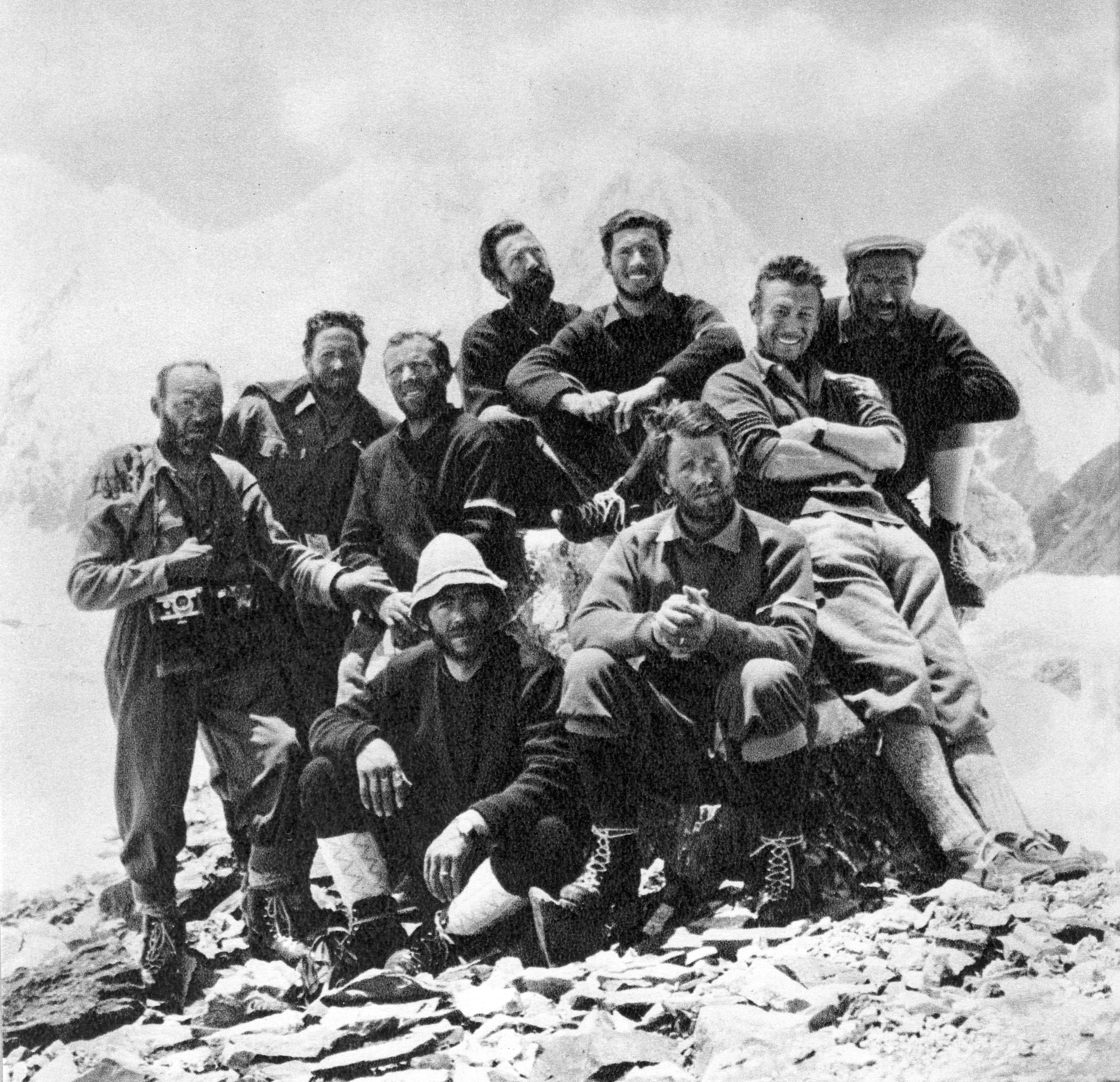
Riccardo Cassin (il primo a sinistra) nel 1958 con i membri della spedizione al Gasherbrum IV da lui guidata.
Cassin nel 1987, all'età di 78 anni, durante la ripetizione della via aperta da lui sul Badile cinquant'anni prima.